# Ministre de la Justice de Finlande
Pour les autres articles nationaux ou selon les autres juridictions, voir Ministre de la Justice.
Le ministre de la Justice de Finlande (en finnois : Suomen oikeusministeri) est un membre du Conseil d'État et il dirige le ministère de la Justice de Finlande.

## Liste des ministres
| Ministre               | Parti                               | Période                 | Gouvernement      | Mandat   |
| ---------------------- | ----------------------------------- | ----------------------- | ----------------- | -------- |
| Karl Söderholm         | RKP                                 | 27.11.1918 – 17.4.1919  | Ingman I          | 1re fois |
| Karl Söderholm         | RKP                                 | 17.4.1919 – 15.8.1919   | Kaarlo Castrén    | 2e fois  |
| Henrik Kahelin         | Kansallinen Edistyspuolue           | 15.8.1919 – 30.1.1920   | Vennola I         | 1re fois |
| Karl Söderholm         | RKP                                 | 15.3.1920 – 28.6.1920   | Erich             | 3. fois  |
| Hjalmar Granfelt       | RKP                                 | 28.6.1920 – 9.4.1921    | Erich             | 1re fois |
| Heimo Helminen         | Kansallinen Edistyspuolue           | 9.4.1921 – 24.2.1922    | Vennola II        | 1re fois |
| Albert von Hellens     | Kansallinen Edistyspuolue           | 24.2.1922 – 2.6.1922    | Vennola II        | 1re fois |
| Oskar Lilius           | Sans étiquette                      | 2.6.1922 – 14.11.1922   | Cajander I        | 1re fois |
| Otto Åkesson           | Maalaisliitto                       | 14.11.1922 – 21.12.1923 | Kallio I          | 1re fois |
| Elias Sopanen          | Kansallinen Edistyspuolue           | 21.12.1923 – 18.1.1924  | Kallio I          | 1re fois |
| Oskar Lilius           | Sans étiquette                      | 18.1.1924 – 31.5.1924   | Cajander II       | 2e fois  |
| Albert von Hellens     | Kansallinen Edistyspuolue           | 31.5.1924 – 31.3.1925   | Ingman II         | 2e fois  |
| Oskar Lilius           | Sans étiquette                      | 31.3.1925 – 31.12.1925  | Tulenheimo        | 3. fois  |
| Urho Castrén           | Kansallinen Kokoomus                | 31.12.1925 – 13.12.1926 | Kallio II         | 1re fois |
| Väinö Hakkila          | Suomen Sosialidemokraattinen Puolue | 13.12.1926 – 17.12.1927 | Tanner            | 1re fois |
| Torsten Malinen        | Sans étiquette                      | 17.12.1927 – 22.12.1928 | Sunila I          | 1re fois |
| Anton Kotonen          | Sans étiquette                      | 22.12.1928 – 18.2.1929  | Mantere           | 1re fois |
| Oiva Huttunen          | Sans étiquette                      | 18.2.1929 – 16.8.1929   | Mantere           | 1re fois |
| Elieser Kaila          | Maalaisliitto                       | 16.8.1929 – 4.7.1930    | Kallio III        | 1re fois |
| Karl Söderholm         | RKP                                 | 4.7.1930 – 21.3.1931    | Svinhufvud II     | 4. fois  |
| Toivo Kivimäki         | Kansallinen Edistyspuolue           | 21.3.1931 – 14.12.1932  | Sunila II         | 1re fois |
| Hugo Malmberg          | RKP                                 | 14.12.1932 – 27.2.1933  | Kivimäki          | 1re fois |
| Eric J. Serlachius     | RKP                                 | 27.2.1933 – 28.2.1936   | Kivimäki          | 1re fois |
| Emil Jatkola           | Kansallinen Edistyspuolue           | 6.3.1936 – 7.10.1936    | Kivimäki          | 1re fois |
| Urho Kekkonen          | Maalaisliitto                       | 7.10.1936 – 12.3.1937   | Kallio IV         | 1re fois |
| Arvi Ahmavaara         | Sans étiquette                      | 18.3.1937 – 11.1.1938   | Cajander III      | 1re fois |
| Albin Ewald Rautavaara | Sans étiquette                      | 11.1.1938 – 13.10.1939  | Cajander III      | 1re fois |
| Johan Otto Söderhjelm  | RKP                                 | 13.10.1939 – 1.12.1939  | Cajander III      | 1re fois |
| Johan Otto Söderhjelm  | RKP                                 | 1.12.1939 – 27.3.1940   | Ryti I            | 2e fois  |
| Oskari Lehtonen        | Kansallinen Kokoomus                | 27.3.1940 – 4.1.1941    | Ryti II           | 1re fois |
| Oskari Lehtonen        | Kansallinen Kokoomus                | 4.1.1941 – 5.3.1943     | Rangell           | 2e fois  |
| Oskari Lehtonen        | Kansallinen Kokoomus                | 5.3.1943 – 8.8.1944     | Linkomies         | 3. fois  |
| Ernst von Born         | RKP                                 | 8.8.1944 – 21.9.1944    | Hackzell          | 1re fois |
| Ernst von Born         | RKP                                 | 21.9.1944 – 17.11.1944  | Urho Castrén      | 2e fois  |
| Urho Kekkonen          | Maalaisliitto                       | 17.11.1944 – 17.4.1945  | Paasikivi II      | 2e fois  |
| Urho Kekkonen          | Maalaisliitto                       | 17.4.1945 – 26.3.1946   | Paasikivi III     | 3. fois  |
| Eino Pekkala           | Suomen Kansan Demokraattinen Liitto | 26.3.1946 – 29.7.1948   | Pekkala           | 1re fois |
| Tauno Suontausta       | Suomen Sosialidemokraattinen Puolue | 29.7.1948 – 17.3.1950   | Fagerholm I       | 1re fois |
| Heikki Kannisto        | Kansallinen Edistyspuolue           | 17.3.1950 – 17.1.1951   | Kekkonen I        | 1re fois |
| Teuvo Aura             | Kansallinen Edistyspuolue           | 17.1.1951 – 20.9.1951   | Kekkonen II       | 1re fois |
| Urho Kekkonen          | ML                                  | 20.9.1951 – 22.9.1951   | Kekkonen III      | 4. fois  |
| Sven Högström          | RKP                                 | 22.9.1951 – 9.7.1953    | Kekkonen III      | 1re fois |
| Sven Högström          | RKP                                 | 9.7.1953 – 17.11.1953   | Kekkonen IV       | 2e fois  |
| Reino Kuuskoski        | Sans étiquette                      | 17.11.1953 – 5.5.1954   | Tuomioja          | 1re fois |
| Yrjö Puhakka           | Sans étiquette                      | 5.5.1954 – 20.10.1954   | Törngren          | 1re fois |
| Aarre Simonen          | Suomen Sosialidemokraattinen Puolue | 20.10.1954 – 6.11.1954  | Kekkonen V        | 1re fois |
| Weio Henriksson        | Sans étiquette                      | 6.11.1954 – 3.3.1956    | Kekkonen V        | 1re fois |
| Vilho Väyrynen         | Suomen Sosialidemokraattinen Puolue | 3.3.1956 – 2.5.1956     | Fagerholm II      | 1re fois |
| Arvo Helminen          | Sans étiquette                      | 2.5.1956 – 27.5.1957    | Fagerholm II      | 1re fois |
| Arvo Helminen          | Sans étiquette                      | 27.5.1957 – 2.9.1957    | Sukselainen I     | 2e fois  |
| Johan Otto Söderhjelm  | Sans étiquette                      | 2.9.1957 – 29.11.1957   | Sukselainen I     | 3. fois  |
| Kurt Kaira             | Sans étiquette                      | 29.11.1957 – 26.4.1958  | von Fieandt       | 1re fois |
| Johan Otto Söderhjelm  | Sans étiquette                      | 26.4.1958 – 29.8.1958   | Kuuskoski         | 4. fois  |
| Sven Högström          | RKP                                 | 29.8.1958 – 13.1.1959   | Fagerholm III     | 3. fois  |
| Antti Hannikainen      | Maalaisliitto                       | 13.1.1959 – 14.4.1961   | Sukselainen II    | 1re fois |
| Pauli Lehtosalo        | Maalaisliitto                       | 14.4.1961 – 14.7.1961   | Sukselainen II    | 1re fois |
| Pauli Lehtosalo        | Maalaisliitto                       | 14.7.1961 – 13.4.1962   | Miettunen I       | 2e fois  |
| Johan Otto Söderhjelm  | RKP                                 | 13.4.1962 – 18.12.1963  | Karjalainen I     | 5. fois  |
| Olavi Merimaa          | Sans étiquette                      | 18.12.1963 – 12.9.1964  | Lehto             | 1re fois |
| Johan Otto Söderhjelm  | RKP                                 | 12.9.1964 – 27.5.1966   | Virolainen        | 6. fois  |
| Aarre Simonen          | TPSL                                | 27.5.1966 – 22.3.1968   | Paasio I          | 2e fois  |
| Aarre Simonen          | TPSL                                | 22.3.1968 – 14.5.1970   | Koivisto I        | 3. fois  |
| Keijo Liinamaa         | Sans étiquette                      | 14.5.1970 – 15.7.1970   | Aura I            | 1re fois |
| Erkki Tuominen         | SKDL                                | 15.7.1970 – 26.3.1971   | Karjalainen II    | 1re fois |
| Mikko Laaksonen        | Suomen Sosialidemokraattinen Puolue | 26.3.1971 – 30.9.1971   | Karjalainen II    | 1re fois |
| Jacob Söderman         | Suomen Sosialidemokraattinen Puolue | 1.10.1971 – 29.10.1971  | Karjalainen II    | 1re fois |
| K. J. Lång             | Sans étiquette                      | 29.10.1971 – 23.2.1972  | Aura II           | 1re fois |
| Pekka Paavola          | Suomen Sosialidemokraattinen Puolue | 23.2.1972 – 4.9.1972    | Paasio II         | 1re fois |
| Matti Louekoski        | Suomen Sosialidemokraattinen Puolue | 4.9.197 – 13.6.1975     | Sorsa I           | 1re fois |
| Inkeri Anttila         | Sans étiquette                      | 13.6.1975 – 30.11.1975  | Liinamaa          | 1re fois |
| Kristian Gestrin       | RKP                                 | 30.11.1975 – 29.9.1976  | Miettunen II      | 1re fois |
| Kristian Gestrin       | RKP                                 | 29.9.1976 – 15.5.1977   | Miettunen III     | 2e fois  |
| Tuure Salo             | LKP                                 | 15.5.1977 – 2.3.1978    | Sorsa II          | 1re fois |
| Paavo Nikula           | LKP                                 | 2.3.1978 – 26.5.1979    | Sorsa II          | 1re fois |
| Christoffer Taxell     | RKP                                 | 26.5.1979 – 19.2.1982   | Koivisto II       | 1re fois |
| Christoffer Taxell     | RKP                                 | 19.2.1982 – 6.5.1983    | Sorsa III         | 2e fois  |
| Christoffer Taxell     | RKP                                 | 6.5.1983 – 30.4.1987    | Sorsa IV          | 3. fois  |
| Matti Louekoski        | Suomen Sosialidemokraattinen Puolue | 30.4.1987 – 28.2.1990   | Holkeri           | 2e fois  |
| Tarja Halonen          | Suomen Sosialidemokraattinen Puolue | 1.3.1989 – 26.4.1991    | Holkeri           | 1re fois |
| Hannele Pokka          | Kesk.                               | 26.4.1991 – 30.4.1994   | Aho               | 1re fois |
| Anneli Jäätteenmäki    | Kesk.                               | 1.5.1994 – 13.4.1995    | Aho               | 1re fois |
| Sauli Niinistö         | Kansallinen Kokoomus                | 13.4.1995 – 2.2.1996    | Lipponen I        | 1re fois |
| Kari Häkämies          | Kansallinen Kokoomus                | 2.2.1996 – 13.3.1998    | Lipponen I        | 1re fois |
| Jussi Järventaus       | Kansallinen Kokoomus                | 13.3.1998 – 15.4.1999   | Lipponen I        | 1re fois |
| Johannes Koskinen      | Suomen Sosialidemokraattinen Puolue | 15.4.1999 – 17.4.2003   | Lipponen II       | 1re fois |
| Johannes Koskinen      | Suomen Sosialidemokraattinen Puolue | 17.4.2003 – 24.6.2003   | Jäätteenmäki      | 2e fois  |
| Johannes Koskinen      | Suomen Sosialidemokraattinen Puolue | 24.6.2003 – 22.9.2005   | Vanhanen I        | 3. fois  |
| Leena Luhtanen         | Suomen Sosialidemokraattinen Puolue | 23.9.2005 – 19.4.2007   | Vanhanen I        | 1re fois |
| Tuija Brax             | Les verts                           | 19.4.2007 – 22.6.2010   | Vanhanen II       | 1re fois |
| Tuija Brax             | Les verts                           | 22.6.2010–22.6.2011     | Kiviniemi         | 2e fois  |
| Anna-Maja Henriksson   | SFP/RKP                             | 22.6.2011–29.05.2015    | Katainen et Stubb | 1re fois |
| Jari Lindström         | PS                                  | 29.05.2015–05.05.2017   | Sipilä            | 1re fois |
| Antti Häkkänen         | Kok                                 | 05.05.2017-06.06.2019   | Sipilä            | 1re fois |
| Anna-Maja Henriksson   | SFP/RKP                             | 06.06.2019-20.06.2023   | Rinne Marin       | 2e fois  |
| Leena Meri             | PS                                  | 20.6.2023 – en cours    | Orpo              | 1re fois |